# Rodì Milici
Rodì Milici település Olaszországban, Szicília régióban, Messina megyében. Lakosainak száma 1932 fő (2023. január 1.). Rodì Milici Antillo, Castroreale, Fondachelli-Fantina, Mazzarrà Sant’Andrea, Novara di Sicilia és Terme Vigliatore községekkel határos.

## Népesség
A település lakossága az elmúlt években az alábbi módon változott:
| Lakosok száma | 2050 | 2048 | 1932 |
|               | 2017 | 2018 | 2023 |